# Oostelijke Hongganbeek
Oostelijke Hongganbeek (Zweeds: Lulip Hongganjira) is een beek die stroomt in de Zweedse  gemeente Kiruna. De watergang ontvangt haar water van de oostelijke hellingen van de Honga. Ze stroomt naar het zuiden en lost op in de Alesrivier. Ze is circa 3 kilometer lang. Vlak voordat zij de Alisrivier instroomt, stroomt ze samen met de Westelijke Hongganbeek.
Afwatering: Oostelijke Hongganbeek → Alesrivier → Torne → Botnische Golf